# ابوعبدالله حافظ تهرانی
محمد بن ابوعبدالله حافظ تهرانی رازی معروف به محمد بن حماد، محدث نامور سده سوم هجری قمری است. خطیب بغدادی در کتاب تاریخ بغداد به شرح حال وی می‌پردازد. کهن‌ترین سند تاریخی که در آن نام تهران آورده شده است همین کتاب می‌باشد. او که در ری، بغداد، مصر و شام حدیث می‌گفت، در ۲۶۱ قمری و به روایتی در ۲۷۱ قمری در عسقلان شام درگذشت.
نام تهران نخستین بار در نام و نشان محمد بن حمّاد تهرانی رازی آمده است. این شخصیت و وجود این نسبت در سده سوم هجری مؤید آن است که روستای تهران دست‌کم در نخستین سده‌های دوره اسلامی و به احتمال بسیار، پیش از آن وجود داشته است.
به هر حال تا پیش از حمله مغول، تهران به صورت روستایی نه چندان معتبر باقی بود و برپایه اسناد و مدارک تاریخی، روستاهای همسایه آن همچون دولاب، تجریش و حتی ونک (ایوان) از شهرت بیشتری نسبت به آن برخوردار بودند.

ابی‌بکر احمد بن علی خطیب بغدادی متوفی به سال ۴۶۳ ق. در تاریخ بغداد از وی بدین تقریب یاد شده است:
«محمد بن حماد، ابوعبدالله رازی طهرانی از عبیدالله بن موسی و عبدالرزاق ابن همام (و دیگران) استماع حدیث کرد…. بسیار اهل سفر بود، به ری و بغداد و شام حدیث بگفت. ابوبکر ابی‌الدنیا و احمد بن عبدالله بن نصربن بحیر قاضی و دیگران از او روایت کنند و عبدالرحمن بن ابی حاتم رازی گفت: «من با پدرم از وی در ری و بغداد و اسکندریه حدیث شنیدم. او راستگو و ثقه بود… .» محمد بن حماد طهرانی در عسقلان (شهری در شام) به سال ۲۷۱ ق درگذشت.» 
ابوعبدالله یاقوت بن عبدالله حموی رومی بغدادی در المشترک در ذکر تهران شرحی از احوال محمد بن حماد را نوشته و سال وفات وی را ۲۶۱ ق. در عسقلان درج کرده است.

عبدالرحمن بن علی بن جوزی، متوفی به سال ۵۹۷ ق. در المنتظم فی تاریخ الملوک و الامم نوشته است (وی در جای دیگر سال ۲۷۱ ق. را هم ذکر کرده است):
«ابوعبدالله طهرانی در طلب حدیث رخت سفر بربست… او منسوب به طهران، دیهی از دیه‌های ری است… در عسقلان [۲۶۱ ق] درگذشت» 